# Ōji (Nara)
Ōji (王寺町 Ōji-chō?) es un pueblo localizado en la prefectura de Nara, Japón. En julio de 2019 tenía una población estimada de 23.719 habitantes y una densidad de población de 3.384 personas por km². Su área total es de 7,01 km².

## Geografía

### Localidades circundantes
- Prefectura de Nara
  - Kashiba
  - Kawai
  - Kanmaki
  - Sangō
  - Ikaruga
- Prefectura de Osaka
  - Kashiwara

## Demografía
Según datos del censo japonés, la población de Ōji se ha mantenido estable en los últimos años.
| Año del censo | Población |
| ------------- | --------- |
| 1995          | 24.574    |
| 2000          | 23.782    |
| 2005          | 22.751    |
| 2010          | 22.182    |
| 2015          | 23.025    |

## Sitios culturales
- Daruma-ji

## Transporte

### Tren
- West Japan Railway Company
  - Línea principal de Kansai(Línea Yamatoji ): Estación de Oji
  - Línea Wakayama:  Estación de Oji - Estación Hatakeda
- Kintetsu
  - Línea Ikoma: Oji Estación
  - Línea Tawaramoto : Estación Shin-Ōji

### Carretera
- Japón Ruta Nacional 25
- Japón Ruta Nacional 168